# Saint-Hilaire-le-Vouhis
Saint-Hilaire-le-Vouhis és un municipi francès situat al departament de Vendée i a la regió de País del Loira. L'any 2007 tenia 935 habitants.

## Demografia

### Població
El 2007 la població de fet de Saint-Hilaire-le-Vouhis era de 935 persones. Hi havia 338 famílies de les quals 77 eren unipersonals (50 homes vivint sols i 27 dones vivint soles), 100 parelles sense fills, 142 parelles amb fills i 19 famílies monoparentals amb fills.
La població ha evolucionat segons el següent gràfic:
Habitants censats

### Habitatges
El 2007 hi havia 415 habitatges, 352 eren l'habitatge principal de la família, 30 eren segones residències i 33 estaven desocupats. 404 eren cases i 4 eren apartaments. Dels 352 habitatges principals, 250 estaven ocupats pels seus propietaris, 99 estaven llogats i ocupats pels llogaters i 3 estaven cedits a títol gratuït; 1 tenia una cambra, 13 en tenien dues, 57 en tenien tres, 94 en tenien quatre i 188 en tenien cinc o més. 271 habitatges disposaven pel capbaix d'una plaça de pàrquing. A 141 habitatges hi havia un automòbil i a 192 n'hi havia dos o més.

### Piràmide de població
La piràmide de població per edats i sexe el 2009 era:
| Homes | Edats   | Dones |
| ----- | ------- | ----- |
| 0     | 95 o +  | 0     |
| 0     | 90 a 94 | 0     |
| 0     | 85 a 89 | 8     |
| 4     | 80 a 84 | 8     |
| 12    | 75 a 79 | 24    |
| 12    | 70 a 74 | 24    |
| 20    | 65 a 69 | 12    |
| 4     | 60 a 64 | 12    |
| 16    | 55 a 59 | 4     |
| 24    | 50 a 54 | 24    |
| 44    | 45 a 49 | 20    |
| 32    | 40 a 44 | 32    |
| 24    | 35 a 39 | 28    |
| 20    | 30 a 34 | 20    |
| 28    | 25 a 29 | 24    |
| 33    | 20 a 24 | 20    |
| 68    | 15 a 19 | 24    |
| 16    | 10 a 14 | 40    |
| 28    | 5 a 9   | 20    |
| 24    | 0 a 4   | 24    |

## Economia
El 2007 la població en edat de treballar era de 610 persones, 495 eren actives i 115 eren inactives. De les 495 persones actives 443 estaven ocupades (242 homes i 201 dones) i 52 estaven aturades (23 homes i 29 dones). De les 115 persones inactives 45 estaven jubilades, 35 estaven estudiant i 35 estaven classificades com a «altres inactius».

### Ingressos
El 2009 a Saint-Hilaire-le-Vouhis hi havia 359 unitats fiscals que integraven 954,5 persones, la mediana anual d'ingressos fiscals per persona era de 14.601 €.

### Activitats econòmiques
Dels 36 establiments que hi havia el 2007, 1 era d'una empresa alimentària, 6 d'empreses de fabricació d'altres productes industrials, 8 d'empreses de construcció, 4 d'empreses de comerç i reparació d'automòbils, 1 d'una empresa de transport, 2 d'empreses d'hostatgeria i restauració, 2 d'empreses financeres, 5 d'empreses de serveis, 5 d'entitats de l'administració pública i 2 d'empreses classificades com a «altres activitats de serveis».
Dels 11 establiments de servei als particulars que hi havia el 2009, 1 era una oficina bancària, 1 taller de reparació d'automòbils i de material agrícola, 1 paleta, 2 guixaires pintors, 1 fusteria, 2 electricistes, 2 empreses de construcció i 1 perruqueria.
L'únic establiment comercial que hi havia el 2009 era una fleca.
L'any 2000 a Saint-Hilaire-le-Vouhis hi havia 51 explotacions agrícoles que ocupaven un total de 2.028 hectàrees.

## Equipaments sanitaris i escolars
L'únic equipament sanitari que hi havia el 2009 era una ambulància.
El 2009 hi havia una escola elemental.

## Poblacions més properes
El següent diagrama mostra les poblacions més properes.